# Christine Bussat
Pour les articles homonymes, voir Bussat.
Christine Bussat, née le 18 mai 1971, est une femme politique suisse, membre de l'Union démocratique du centre et anciennement membre du Parti bourgeois démocratique (précédemment du Parti ouvrier et populaire). Elle est fondatrice et ancienne présidente de Marche Blanche.

## Biographie
Originaire de Vernayaz dans le canton du Valais, elle fonde en 2001 l'association Marche Blanche qui a pour but de lutter contre la pédophilie
 et qui est à l'origine de deux initiatives populaires fédérales acceptées par le peuple, « Pour l'imprescriptibilité des actes d'ordre sexuel ou pornographique commis sur des enfants » et « Pour que les pédophiles ne travaillent plus avec des enfants ». En 2014, elle cède sa place de présidente de l'association à Paolo Bernasconi.
Le 19 février 2015, Christine Bussat se présente aux élections fédérales dans le canton de Vaud.
Le 16 février 2016, elle a démissionné du parti bourgeois avec effet immédiat à la suite de diverses divergences avec ce parti.
Le 22 avril 2016, la section nyonnaise de l'Union démocratique du centre confirme l'adhésion de Christine Bussat dans son parti.

## Vie professionnelle
En 1989, elle effectuait un apprentissage de vendeuse en bijouterie et jusqu'en 2001 divers petits emplois. Depuis 2009, elle tient un restaurant américain dans le canton de Genève.